# Orimarga (Orimarga) pallidibasis
Orimarga (Orimarga) pallidibasis is een tweevleugelige uit de familie steltmuggen (Limoniidae). De soort komt voor in het Neotropisch gebied.